# Districtul Ko Yao
Ko Yao (în thailandeză  เกาะยาว) este un district (Amphoe) din Provincia Phang Nga, în Thailanda de sud.

## Istorie
District minor (King Amphoe) Ko Yao a fost fondat în 1903 ca subordonat al districtlui Mueang Phang Nga. La 1 ianuarie 1988 a devenit un district.

## Geografie
Districtul încojoară câteva insule al arhipelagului Ko Yao prin Golful Phang Nga, lângă insula Phuket. Cele două insule sunt numite Ko Yao Yai și Ko Yao Noi (insula cea mare și lungă, respectiv insula cea mică și lungă).
Punctele nordice ale insulelor sunt parte din Parcul Național Ao Phang Nga.

## Religie
Majoritatea populației sunt musulmanii suniți. Religia musulmană a fost introdusă în secolul XIII de negustorii arabi.

## Atracții
- Hat Lom Lae - Probabil cea mai frumoasă și mai liniștită plajă de pe insulă, cu doar 2 mici hoteluri din apropiere. Situat la cel mai de sud-estic punct.
- Hat Pa Sai - Această plajă cu nisip alb este situată la 7 km de sediul districtului Ko Yao. Este înconjurat de copaci umbroși și înotul se poate face în condiții de siguranță.
- Ao Lan - O plajă nisipoasă și frumoasă unde înotul este posibil dar partea de nord a capului este o stâncă abruptă cu apă adâncă sub stâncă.
- Ao Klong Son - Plaja curată cu nisip alb care ne bucură cu pini umbroși. Înotul se poate face în condiții de siguranță și recifele de corali cele frumoase pot fi observate.
- Hat Tha Khao - Această plajă stâncoasă este situată la 5 km de sediul districtului Ko Yao. Sunt roci colorate și pietrișuri cu diverse modele pe plajă. Nu departe de țărm, este o mică insulă numită Ko Nok unde puteți accesa mersul pe jos în timpul refluxului.
- Laem Hat - O plajă lungă, pulverulentă și albă care este plăcută, cu plantații de nucă de cocos, nuci de caju umbrite, și pini.

## Administrație
Districtul este subdivizat în 3 subdistricte (tambon), care sunt subdivizate în 18 sate (muban). Ko Yao are statut de municipiu subdistrict (thesaban tambon) și încojoară părți al tambon-ului Ko Yao Noi. Sunt ulterior 3 organizații administrative ale tambon-ului.
| Număr | Nume       | Thailandeză | Sate | Locuitori |
| ----- | ---------- | ----------- | ---- | --------- |
| 1.    | Ko Yao Noi | เกาะยาวน้อย  | 7    | 4,833     |
| 2.    | Ko Yao Yai | เกาะยาวใหญ่  | 4    | 2,609     |
| 3.    | Phru Nai   | พรุใน        | 7    | 5,713     |